# Restauració francesa
La Restauració Francesa designa el període de la història de França comprès entre la caiguda del Primer Imperi, el 6 d'abril de 1814, i la revolució de les Trois Glorieuses (Tres Glorioses) del 29 de juliol de 1830. La Restauració consisteix en una tornada a la sobirania monàrquica, exercida en el marc d'una monarquia limitada per la Carta de 1814, sota els regnats de Lluís XVIII i Carles X, germans de Lluís XVI.
Aquest període queda entretallat pels Cent-Dies del 20 de març al 22 de juny de 1815 durant els quals Napoleó va reprendre el poder. Aquesta interrupció permet fer una distinció entre una primera Restauració i la segona Restauració. A continuació vindria la Monarquia de Juliol del 1830 al 1848, igualment acotada per la nova Carta de 1830, sota el regnat de Lluís Felip I, procedent de la branca petita dels borbons, els Orleans. En aquesta perspectiva, alguns consideren que el règim de la Monarquia de Juliol (1830-1848) constitueix la tercera Restauració.
Aquest període de restauració de la monarquia permet experimentar els començaments del parlamentarisme i preservar algunes experiències de la Revolució Francesa. Tanmateix, el fracàs de la instauració del sufragi universal en substitució del sufragi censatari, desemboca en la Revolució de 1848.
El període veu, doncs, l'experiència d'una monarquia constitucional, amb un període relatiu de pau i en un context internacional enterbolit. La Revolució Industrial provoca trastorns econòmics i socials profunds; i la política ministerial se'n ressent.
En política interior, és una tornada monàrquica però sota la influència d'una verdadera vida parlamentari, que queda marcada per una oscil·lació entre ultres pro-realistes i els liberals.

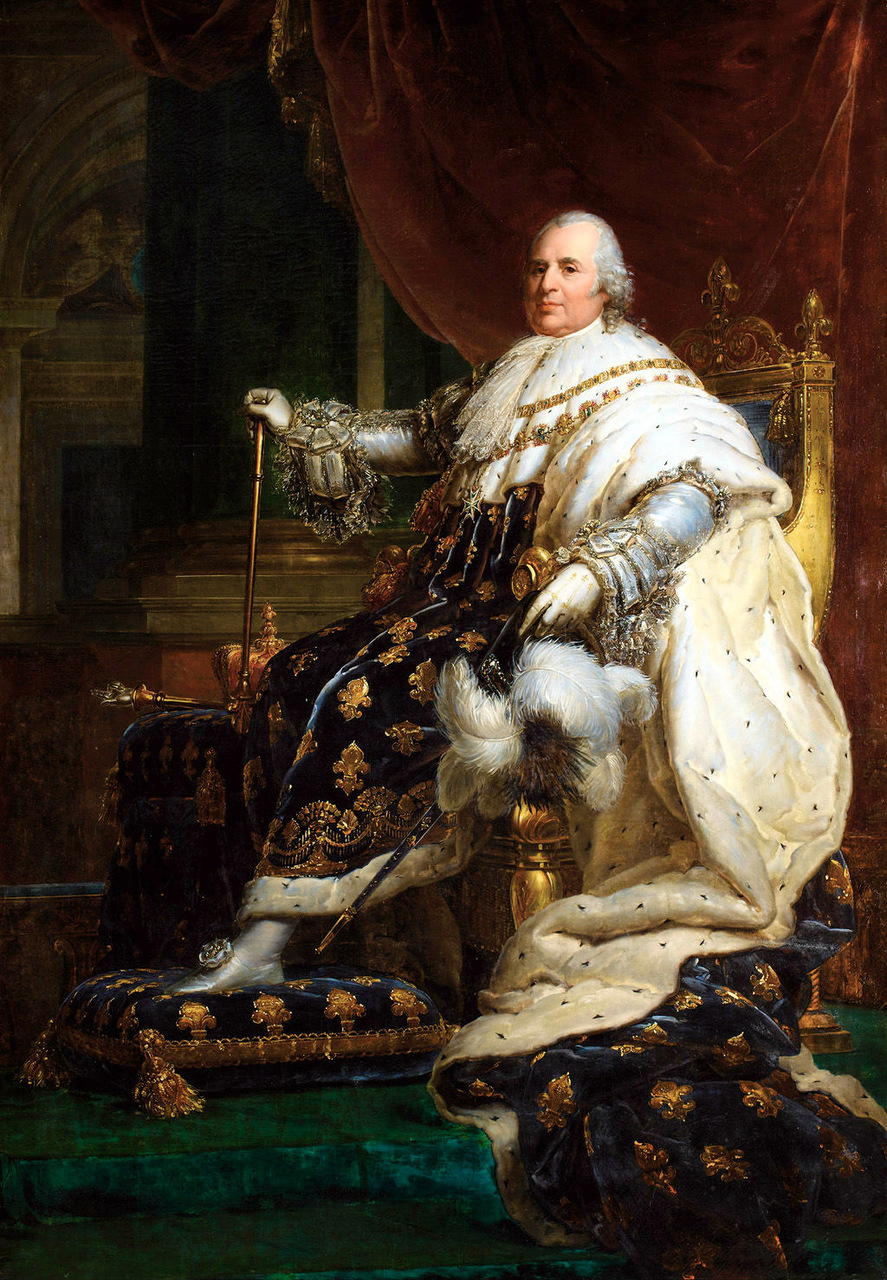
Lluís XVIII.
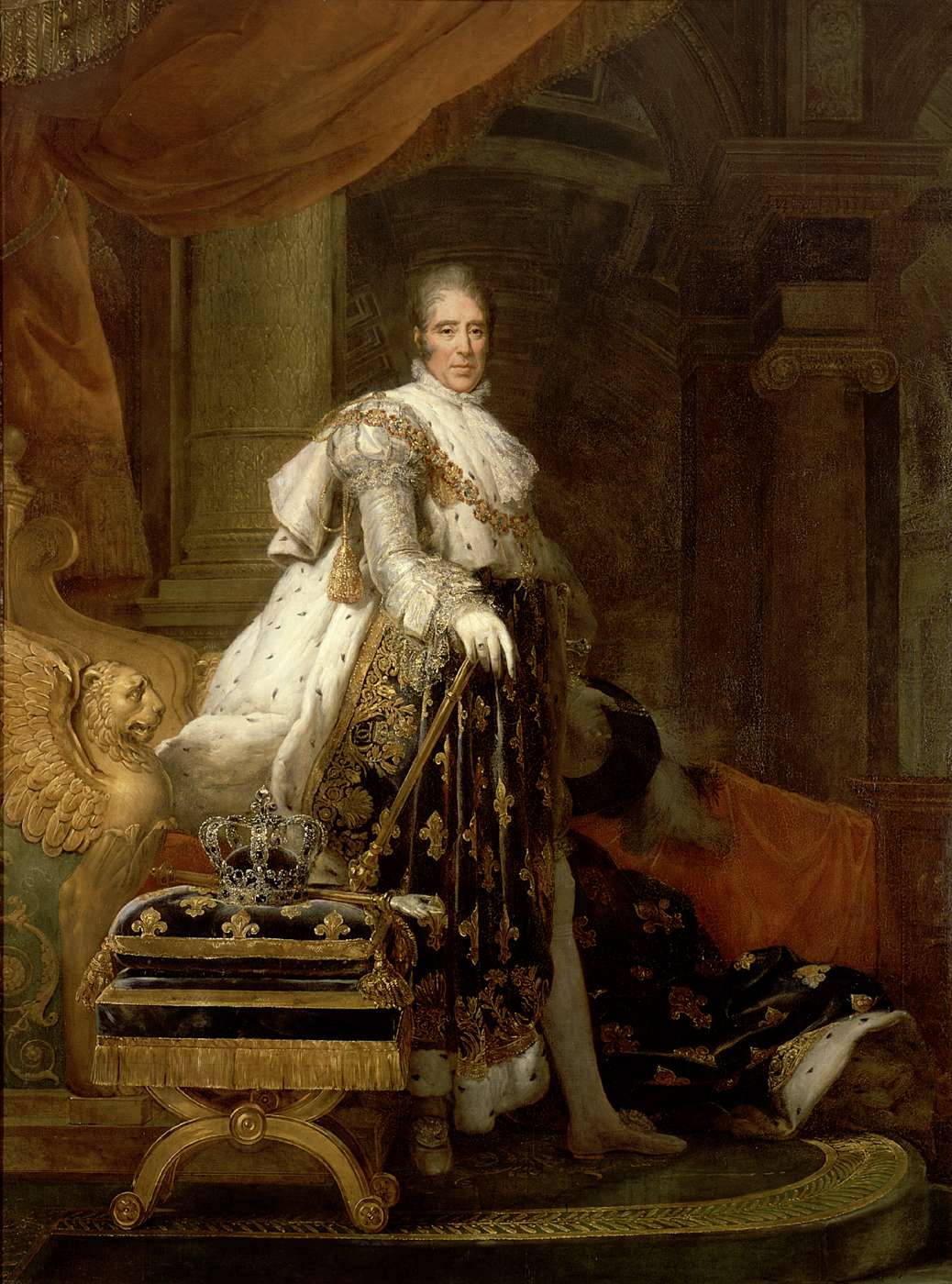
Carles X.
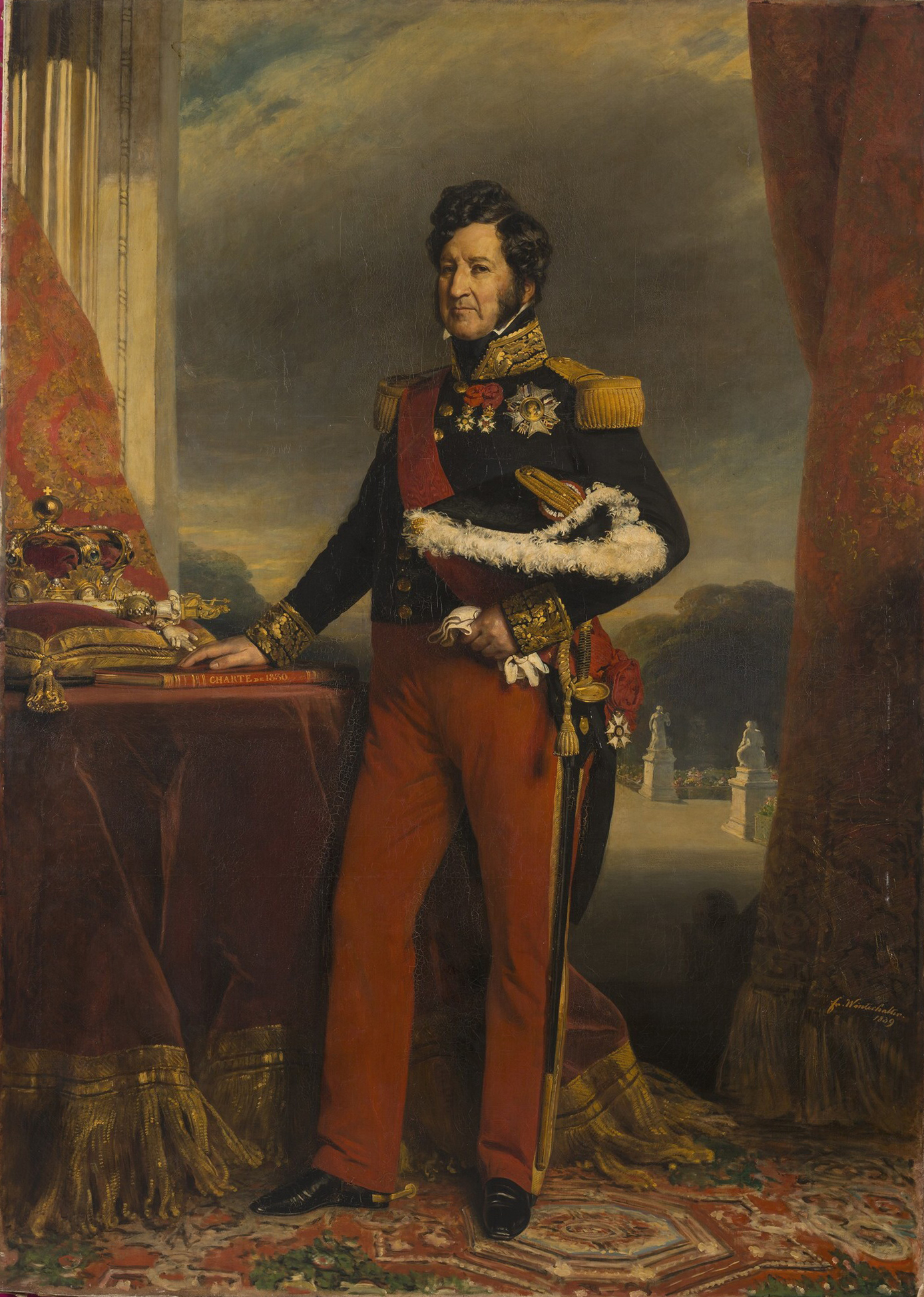
Lluís Felip I